# マルスッポン
マルスッポン（円鼈、学名：Pelochelys cantorii）は、スッポン科マルスッポン属に分類されるカメ。マルスッポン属の模式種。別名カントールマルスッポン。

## 分布
インド、インドネシア（ジャワ島、スマトラ島、ボルネオ島）、カンボジア、タイ、中華人民共和国南部、バングラデシュ、フィリピン、ベトナム、マレーシア、ミャンマー

## 形態
最大甲長129cm。背甲の表面に突起や皺はなく、滑らか。背甲の色彩は緑褐色や褐色一色で、斑紋は入らない。

## 分類
広域に分布し形態に差異が大きいことから、将来的には細分化される可能性が高い。

## 生態
大型河川に生息する。しばしば汽水域でも見つかることもあり、海水域で発見された例もある。
食性は動物食傾向の強い雑食で、貝類、甲殻類、魚類等を食べる。水底の砂の中等に潜り、通りかかった獲物を頸部を伸ばして噛みついて捕食する。
繁殖形態は卵生。河川の土手や、河口および海洋の砂浜等に1回に20-28個の卵を産む。

## 人間との関係
生息地では卵も含めて食用とされる。
開発による生息地の破壊、食用の乱獲等により生息数は減少している。
ペットとして飼育されることもあり、日本にも輸入されている。流通量は少なく、稀に飼育下繁殖個体が流通する。主に幼体が流通する。大型種のため、大型のケージが用意できない限り一般家庭での飼育には向かない。アクアリウムで飼育される。潜れるように細かい砂を底砂として最低でも甲高程の深さで敷く。大型種の上に顎の力が強く嘴も鋭いため噛まれるとひどい怪我を負うこともあるため、扱いには注意が必要。